# Берг, Максим Васильевич
Магнус Иоганн фон Берг (нем. Magnus Johann von Berg), на русской службе Максим Васильевич Берх (26 марта 1720, поместье Эрла, ныне Эргли, Латвия — 9 августа 1784) — генерал-аншеф русской императорской армии из остзейского рода Бергов. Один из первых русских партизан, на исходе Семилетней войны — руководитель лёгкой кавалерии. Отец генералов Григория и Бурхарда Бергов.

## Военная карьера
Родился в большой семье лифляндского ландрата Готтарда Вильгельма Берга и его жены Евы Елены, урождённой фон Гельмерсен. В 12 лет записан на военную службу, а в 20-летнем возрасте выполнил ответственное поручение по сопровождению в сибирскую ссылку арестованного кабинет-министра М. Г. Головкина.
В царствование императрицы Елизаветы Берг с отличием участвовал в кампаниях против шведов и пруссаков. С 25 декабря 1755 года — бригадир, с 1 января 1759 года — генерал-майор. Командуя в Семилетнюю войну корпусом, выделялся проявлением инициативы и умелым руководством лёгкими войсками. При Кунерсдорфе первым из русских командиров перешёл в наступление и вырвал победу из рук Фридриха Великого. Поддержанный князем Волконским и Вильбоа, Берг ударил во фланг пруссакам и, отбив у них батареи, заставил отступить за Кунгруд. После Кунерсдорфа (за который он был награждён орденом Св. Анны) подавал совет идти на Берлин.
В 1761 году Берг во главе летучего конного отряда произвёл ряд смелых набегов и приобрёл славу лихого кавалерийского генерала. В числе подчиненных имел будущего генералиссимуса А. В. Суворова, который не раз называл Берга своим учителем. В частности, 22 июня в окрестностях Бриги разбил прусских гусар, а 16 июля одержал новую победу у Бреславля. После ряда стычек 4 октября занял Нейгардт и 5 октября совершил набег на вейсентинский лагерь, закончившийся упорным и удачным боем 8 октября у Цайлова со сдачей в плен одной тысячи пруссаков. С 25 апреля 1762 года по 5 июля 1762 года — шеф Кирасирского генерал-майора фон Берга полка.
Во время войны с турками командовал отдельным корпусом в Северном Причерноморье. В 1770 году при осаде Бендер прикрывал её со стороны Очакова. В 1771 году участвовал в походе князя Долгорукова в Крым и 29 января под Кафою, командуя правым крылом, помог одержать над турками решительную победу. На исходе войны — 21 апреля 1773 — произведён в генерал-аншефы.

## Семья
Жена с 1754 года — баронесса Элеонора Елизавета Доротея фон Миних (1729-75), племянница фельдмаршала Миниха, наследница имения Альт-Дростенгоф. Дети:
- Христиан Вильгельм (1760—1789), полковник; женат с 1785 на Гедвиге Доротее фон Сиверс (1764—1830), наследнице имения Сузенкюлль.
- Бурхард Магнус (1764—1838), генерал-лейтенант, комендант Выборга; женат с 1791 на Анне фон Дункер, дочери придворного архитектора.
- Грегор (1765—1838), генерал от инфантерии, комендант Ревеля, затем ревельский генерал-губернатор; женат с 1792 на вдове брата, Гедвиге Доротее фон Сиверс.
- Элеонора Елена (1768—1824), жена лифляндского прокурора Густава Вильгельма фон Берга, своего двоюродного брата.